# یوشی هاسگاوا
یوشی هاسگاوا (ژاپنی: 長谷川 雄志؛ زادهٔ ۶ دسامبر ۱۹۹۶) یک بازیکن فوتبال اهل ژاپن است.
از باشگاه‌هایی که در آن بازی کرده‌است می‌توان به باشگاه فوتبال اوئیتا ترینیتا اشاره کرد.